# Geheime Feldpolizei Belgrad
|  | Dieser Artikel oder Abschnitt wurde wegen inhaltlicher Mängel auf der Qualitätssicherungsseite der Redaktion Geschichte eingetragen (dort auch Hinweise zur Abarbeitung dieses Wartungsbausteins). Dies geschieht, um die Qualität der Artikel im Themengebiet Geschichte auf ein akzeptables Niveau zu bringen. Dabei werden Artikel gelöscht, die nicht signifikant verbessert werden können. Bitte hilf mit, die Mängel dieses Artikels zu beseitigen, und beteilige dich bitte an der Diskussion! |

Die Geheime Feldpolizei Belgrad war Teil der Geheimen Feldpolizei der Wehrmacht und der Heeresgruppe F angeschlossen und war hauptsächlich mit geheimer Polizeiarbeit innerhalb der bewaffneten Streitkräfte beschäftigt, aber die Mitarbeiter waren auch mit Partisanenkriegsführung vertraut. Geleitet wurde die Gruppe von dem Wiener Polizeiexperten Oberfeldpolizeidirektor Roman Loos, sein Assistent war Feldpolizeidirektor Hans Stephainski.